# Всемирная выставка (1962)

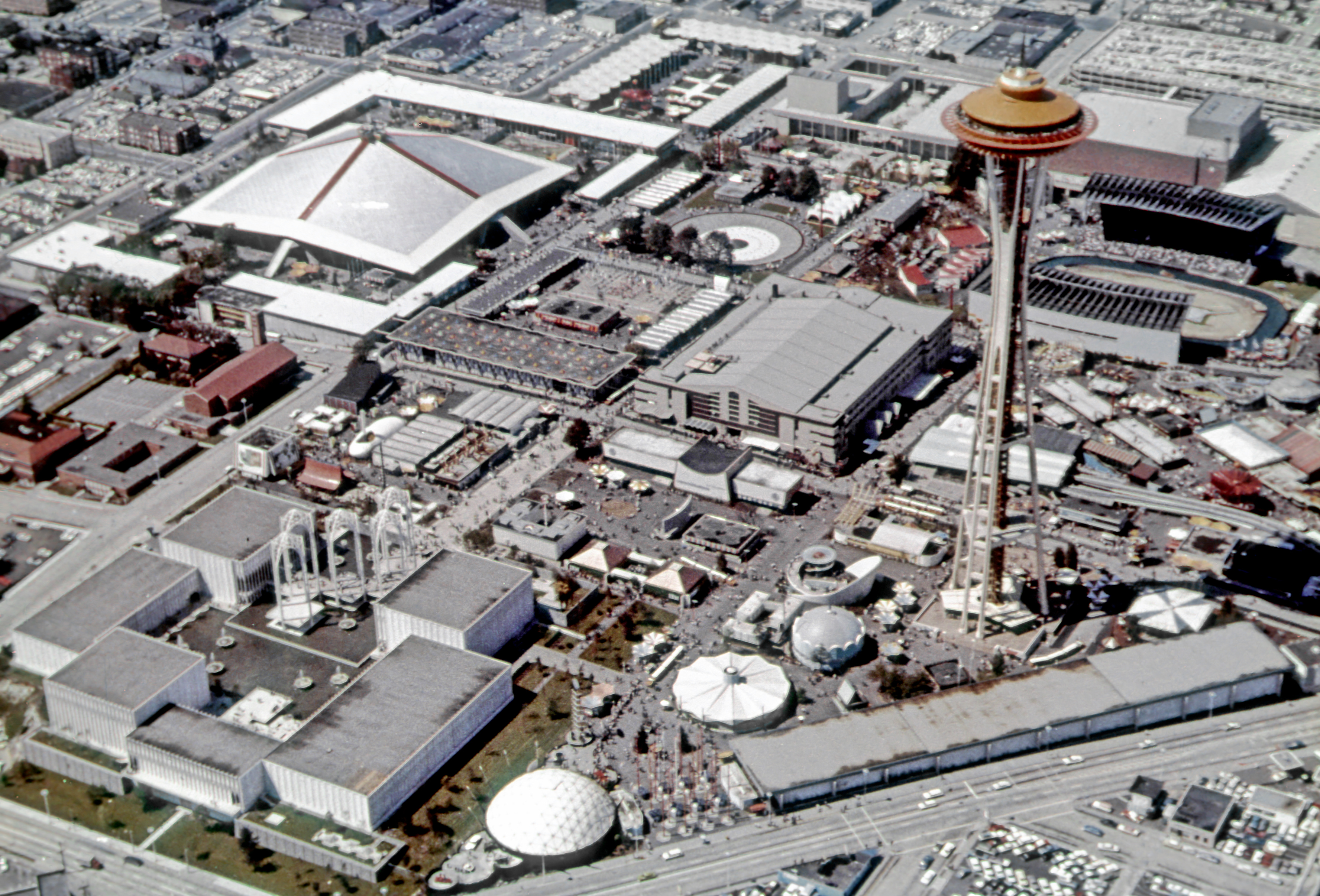
Павильоны Всемирной выставки 1962 года

Всеми́рная вы́ставка 1962 го́да (англ. Century 21 Exposition или англ. Seattle World’s Fair) — всемирная выставка, проходившая на территории США в городе Сиэтл. Для выставки было выбрано официальное название «Экспозиция 21 века». Открытие состоялось 21 апреля. Павильоны выставки расположились на площади 74 акров. Главным символом мероприятия стала недавно построенная башня Спейс-Нидл, символизировавшая амбиции США в освоении космоса. Позднее башня стала одной из главных достопримечательностей Сиэтла.
На выставке были представлены новейшие технологические достижения США, в частности, популярным экспонатом стал прототип автомобиля Firebird III от концерна General Motors. Демонстрировались картины знаменитых европейских художников: Микеланджело, Рембрандта, Ренуара и других. Для развлечения посетителей было установлено 95-футовое колесо обозрения.